# Coordenades isotèrmiques
En matemàtiques, específicament en geometria diferencial, les coordenades isotèrmiques en una varietat de Riemann són coordenades locals on la mètrica és conforme a la mètrica euclidiana. Això vol dir que en coordenades isotèrmiques, la mètrica riemanniana localment té la forma
{\displaystyle g=\varphi (dx_{1}^{2}+\cdots +dx_{n}^{2}),}
on {\displaystyle \varphi } és una funció suau positiva. (Si la varietat de Riemann està orientada, alguns autors insisteixen que un sistema de coordenades ha d'estar d'acord amb aquesta orientació per ser isotèrmic).
Les coordenades isotèrmiques a les superfícies van ser introduïdes per primera vegada per Gauss. Korn i Lichtenstein van demostrar que existeixen coordenades isotèrmiques al voltant de qualsevol punt d'una varietat de Riemann bidimensional.
Per contra, la majoria de varietats de dimensions superiors no admeten coordenades isotèrmiques enlloc; és a dir, no solen ser localment conformament plans. A la dimensió 3, una mètrica de Riemann és localment plana si i només si el seu tensor de Cotton s'esvaeix. En dimensions > 3, una mètrica és localment plana si i només si el seu tensor de Weyl s'esvaeix.

## Coordenades isotèrmiques en superfícies
El 1822, Carl Friedrich Gauss va demostrar l'existència de coordenades isotèrmiques en una superfície arbitrària amb una mètrica riemanniana analítica real, seguint els resultats anteriors de Joseph Lagrange en el cas especial de les superfícies de revolució. La construcció utilitzada per Gauss va fer servir el teorema de Cauchy-Kowalevski, de manera que el seu mètode es restringeix fonamentalment al context analític real. Després de les innovacions en la teoria de les equacions diferencials parcials bidimensionals d'Arthur Korn, Leon Lichtenstein va trobar el 1916 l'existència general de coordenades isotèrmiques per a mètriques riemannianes de menor regularitat, incloent mètriques suaus i fins i tot mètriques contínues de Hölder.
Donada una mètrica riemanniana en una varietat bidimensional, la funció de transició entre gràfics de coordenades isotèrmiques, que és un mapa entre subconjunts oberts de R2, és necessàriament preservant l'angle. La propietat de preservació de l'angle juntament amb la preservació de l'orientació és una caracterització (entre moltes) de les funcions holomòrfiques, de manera que un atles de coordenades orientades que consisteix en gràfics de coordenades isotèrmiques es pot veure com un atles de coordenades holomòrfiques. Això demostra que una mètrica de Riemann i una orientació en una varietat bidimensional es combinen per induir l'estructura d'una superfície de Riemann (és a dir, una varietat complexa unidimensional). A més, donada una superfície orientada, dues mètriques riemannianes indueixen el mateix atles holomòrfic si i només si són conformes entre si. Per aquest motiu, l'estudi de les superfícies de Riemann és idèntic a l'estudi de les classes conformals de mètriques de Riemann en superfícies orientades.
A la dècada de 1950, les exposicions de les idees de Korn i Lichtenstein van ser introduïdes en el llenguatge dels derivats complexos i l'equació de Beltrami per Lipman Bers i Shiing-shen Chern, entre d'altres. En aquest context, és natural investigar l'existència de solucions generalitzades, que satisfan les equacions diferencials parcials rellevants però que ja no són interpretables com a gràfics de coordenades de la manera habitual. Això va ser iniciat per Charles Morrey en el seu article seminal de 1938 sobre la teoria d'equacions diferencials parcials el·líptiques en dominis bidimensionals, que va conduir més tard al teorema de mapeig de Riemann mesurable de Lars Ahlfors i Bers.